# (5094) Серёжа
(5094) Серёжа (Seryozha) — астероид главного пояса, открытый 20 октября 1982 года астрономом Людмилой Карачкиной в Крымской астрофизической обсерватории. Назван в честь учёного-физика и телеведущего С. П. Капицы, известного прежде всего как бессменный (с 1973 по 2012 г.) ведущий научно-популярной телепрограммы «Очевидное — невероятное».
Критерий Тиссерана относительно Юпитера — 3,304.

## Интересные факты
В тот же день Л. Г. Карачкина открыла астероид (3437) Капица (Kapitsa), названный в честь советского физика, лауреата Нобелевской премии, дважды Героя Социалистического Труда П. Л. Капицы, отца Сергея Капицы. А 13 ноября того же года ею был обнаружен астероид (5021) Крылания (Krylania), получивший имя в честь А. А. Капицы (Крыловой), жены Петра Капицы и матери Сергея, дочери академика А. Н. Крылова, в честь которого Карачкина назвала астероид (5247) Крылов (Krylov), открытый ею 20 октября 1982 г.